# Fort Leonard Wood
Fort Leonard Wood é uma Região censo-designada localizada no estado americano de Missouri, no Condado de Pulaski.

## Demografia
Segundo o censo americano de 2000, a sua população era de 13.666 habitantes.

## Geografia
De acordo com o United States Census Bureau tem uma área de
252,8 km², dos quais 251,7 km² cobertos por terra e 1,1 km² cobertos por água.

## Localidades na vizinhança
O diagrama seguinte representa as localidades num raio de 28 km ao redor de Fort Leonard Wood.